# Čeněk Sovák ml.
Čeněk Sovák ml. (18. ledna 1923 Praha – 25. ledna 2005 Praha) byl český překladatel z angličtiny a rozhlasový redaktor. Byl synem Čeňka Sováka st., režiséra loutkového divadla, autora dětských knih a loutkových her. Jeho směřování zásadně ovlivnil také jeho neformální adoptivní otec, nakladatel Vladimír Žikeš, který byl několik let partnerem jeho matky Marie „Marion“ Sovákové rozené Ježkové.